# 大聖寺新田藩
大聖寺新田藩（だいしょうじしんでんはん）は、加賀前田氏の加賀藩の支藩・大聖寺藩の新田支藩だった藩。内分分知。大名に列するも江戸定府で居所はなく、便宜上「新田藩」と呼称される。

## 概要
元禄5年（1692年）、大聖寺藩の第2代藩主前田利明が死去し、その跡を三男の前田利直が継いだ。このとき、利直は弟の前田利昌に1万石を分与したことから、大聖寺新田藩が立藩した。ただし、藩といっても大聖寺藩の収入分から1万石分を与えられただけで、独自の藩庁などの行政機関は持っていなかった。
宝永6年（1709年）、第5代将軍徳川綱吉が死去し、その葬儀が寛永寺にて行なわれる。このとき、大和柳本藩主である織田秀親が、朝廷からの使者に対する御馳走役を命じられる。同じく、利昌もこの役に任じられた。ところが利昌は2月6日、綱吉の法会が寛永寺で行なわれている時に寛永寺の厠に赴いた秀親を殺害した。このため、利昌はその身柄を山城淀藩主石川義孝に預けられ、同月18日に切腹となり、大聖寺新田藩も廃藩となった。
藩の成立していた期間はわずか18年という短期間であるため、また政治機構自体が存在していなかったため、大聖寺新田藩における治績はほとんどないに等しい。ちなみに、新田藩の領地1万石は、幕府に一時没収されたが、すぐに大聖寺藩に返還されている。

## 歴代藩主
前田家
1万石 外様
1. 利昌